# 政府支出憑證處理要點
《政府支出憑證處理要點》發布於2001年11月22日，為台灣行政公務機關支出憑證的處理準則。該準則雖法律層級不高，但是事涉範圍廣大，包含台灣行政機關之出納、會計與審計相關部門。一般人認為，2006年8月間，反對黨質疑台灣總統陳水扁涉及之國務機要費與馬英九牽涉的首長特別費事件的均與該準則有相當大關係。
該要點共有二十八條，要點內容在於規範解釋支出憑證內容，記明事項，簽名方式，副抄本內容總類。綜言之，該要點明定台灣各機關報銷任何經費，均須取得適法單據，且政府各機關支付款項，必須依法取得單據及說明案據內容。